# Michael Creizenach
Michael Creizenach (Mainz, 16 de maio de 1789 – Frankfurt am Main, 5 de agosto de 1842) foi um educador, matemático e teólogo alemão, proponente do movimento do judaísmo reformista.
Creizenach é típico da era da transição, após a época de Moisés Mendelssohn. Creizenach foi educado da maneira tradicional, dedicando todo o seu tempo aos estudos talmúdicos; tinha dezesseis anos de idade quando começou a adquirir os elementos do conhecimento secular. Isso foi durante a ocupação francesa. Estudou matemática com grande zelo e escreveu livros-texto sobre o tema. Por sua influência uma escola judaica foi fundada em Mainz, da qual era diretor, ao mesmo tempo dando instrução particular. Foi um professor muito popular e contava com muitos cristãos entre seus alunos.
Em 1825 Creizenach foi nomeado professor na escola judaica Philanthropin em Frankfurt am Main, onde encontrou em Isaak Markus Jost um colega de trabalho entusiasmado em empreendimentos pedagógicos e de reforma. Prestava serviços regularmente no salão da escola e introduzia exercícios de confirmação. Suas obras literárias também foram dedicadas à defesa da reforma com base no judaísmo rabínico. Com esse objetivo, escreveu seu "Shulḥan 'Aruk", no qual tentou provar que o Talmud como um todo era insustentável, mas que um compromisso com as ideias modernas poderia ser efetuado da mesma maneira dialética em que os rabinos haviam harmonizado a lei com as exigências de seu tempo. Nas partes posteriores de seu trabalho, porém, ele abandonou essa visão; advogando o retorno ao puro mosaismo, que um ano após sua morte foi proclamado de maneira mais distinta como o programa do Frankfort Reformverein, cujo chefe era seu filho Theodor Creizenach.
Apesar de suas tendências de reforma, Creizenach estava profundamente interessado na literatura hebraica, especialmente na ficção hebraica, e durante os últimos dois anos de sua vida editou com seu amigo Jost o periódico hebraico Zion.

## Obras
- "Versuch über die Parallellentheorie," Mainz, 1822
- "Lehrbuch der Darstellenden Geometrie," ib. 1822
- "Geist der Pharisäischen Lehre," a monthly, ib. 1823-24
- "Ḥeshbon ha-Nefesh, oder Selbstprüfung des Israeliten Während der Busstage," Frankfurt-on-the-Main, 1838
- "Ḥinnuk li-Bene Miẓwah, oder Stunden der Weihe für Israelitische Confirmanden," ib. 1841
- Ibn Ezra's "Yesod Mora" (edited with a German translation), ib. 1840
- "32 Thesen über den Talmud," ib. 1831
- "Lehrbuch der Technischen Geometrie," ib. 1828
- "Lehrbuch der Algebra," Stuttgart and Leipzig, 1835.

Seu trabalho principal, mencionado acima, é "Shulḥan 'Aruk, oder Encyklopädische Darstellung des Mosaischen Gesetzes", etc., em 4 volumes:
1. "Thariag, oder Inbegriff der Mosaischen Vorschriften nach Talmudischer Interpretation," ib. 1833
2. "Shurat ha-Din, Anweisung zur Regulirung des Israelitisch-Religiösen Lebens," etc., ib. 1837
3. "Ḥizzuḳ ha-Torah, oder die Dringlich Gewordene Befestigung der Mosaischen Lehre," etc., ib. 1839
4. "Dorshe ha-Dorot, oder Entwickelungslehre des Mosaischen Ritualgesetzes," etc., ib. 1840.